# 캐버자이트

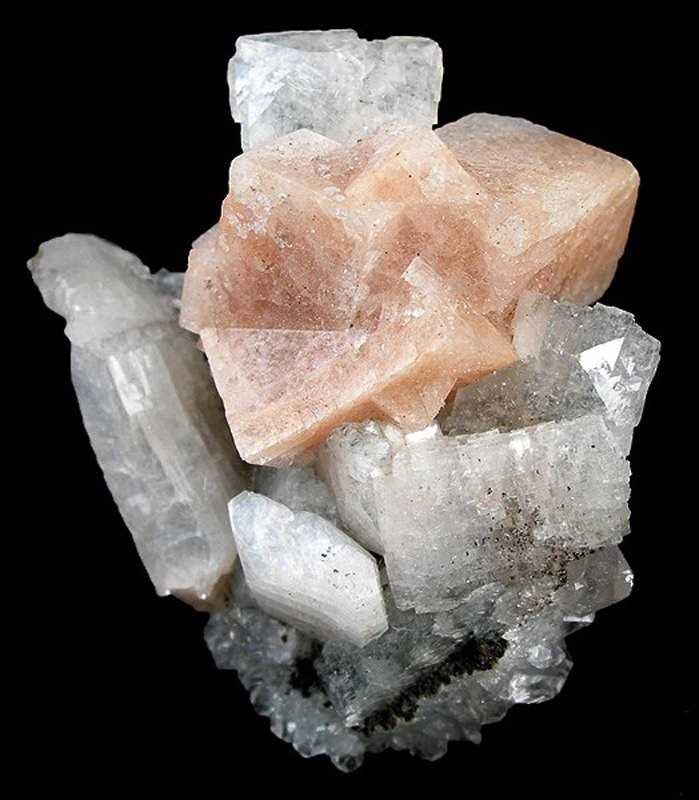

캐버자이트(Chabazite, 영국식 발음: /ˈkæbəzaɪt/)는 제올라이트기의 텍토실리케이트 광물이며 그멜리나이트와 밀접한 관련이 있으며 화학식은 (Ca,K2,Na2,Mg)Al2Si4O12•6H2O이다. 인식되는 품종에는 표시된 양이온의 중요도에 따라 캐버자이트-칼슘(Chabazite-Ca), 캐버자이트-칼륨(Chabazite-K), 캐버자이트-나트륨(Chabazite-Na) 및 캐버자이트-스트론튬(Chabazite-Sr)이 포함된다.
캐버자이트는 의사 입방체인 전형적으로 능면체정 모양의 결정으로 삼사정계 결정계에서 결정화된다. 결정은 일반적으로 쌍정이며 접촉 쌍정과 침투 쌍정이 모두 관찰될 수 있다. 무색, 흰색, 주황색, 갈색, 분홍색, 녹색 또는 노란색일 수 있다. 경도는 3~5, 비중은 2.0~2.2이다. 광택은 유리질이다.
1792년 보스크 당틱(Bosc d'Antic)에 의해 chabasie로 명명되었고 나중에 현재 철자로 변경되었다.
캐버자이트는 현무암질 암석의 공극과 편도체에서 가장 흔하게 발생한다.
캐버자이트는 인도, 아이슬란드, 페로 제도, 북아일랜드의 자이언츠 코즈웨이, 보헤미아, 이탈리아, 독일, 노바스코샤의 펀디 만, 오레곤, 애리조나, 뉴저지에서 발견된다.